# Evgeny Korolev
Evgeny Korolev, (Russisch: Евгений Королёв) (Moskou, 14 februari 1988) is een Kazachs tennisser en prof sinds 2005.
Korolevs beste prestatie tot op heden is het behalen van de enkelspelfinale van het ATP-toernooi van Delray Beach in 2009. In het enkelspel won hij ook vijf challengers en vier futurestoernooien.

## Palmares
| Legenda                       | Legenda               |
| ----------------------------- | --------------------- |
| Grand Slam                    |                       |
| Olympische Spelen             |                       |
| tot 2009                      | vanaf 2009            |
| Tennis Masters Cup            | ATP Finals            |
| ATP Masters Series            | ATP Tour Masters 1000 |
| ATP International Series Gold | ATP Tour 500          |
| ATP International Series      | ATP Tour 250          |

### Enkelspel
| Nr.              | Datum        | Toernooi         | Ondergrond | Tegenstander in finale | Score    | Details |
| ---------------- | ------------ | ---------------- | ---------- | ---------------------- | -------- | ------- |
| Verloren finales |              |                  |            |                        |          |         |
| 1.               | 1 maart 2009 | ATP Delray Beach | Hardcourt  | Mardy Fish             | 5–7, 3–6 | Details |

## Prestatietabel
| Legenda | Legenda                          |
| ------- | -------------------------------- |
| g.t.    | geen toernooi gehouden           |
| l.c.    | lagere categorie                 |
| –       | niet deelgenomen                 |
| G       | uitgeschakeld in de groepsfase   |
| 1R      | uitgeschakeld in de eerste ronde |
| 2R      | uitgeschakeld in de tweede ronde |
| 3R      | uitgeschakeld in de derde ronde  |
| 4R      | uitgeschakeld in de vierde ronde |
| KF      | uitgeschakeld in de kwartfinale  |
| HF      | uitgeschakeld in de halve finale |
| F       | de finale verloren               |
| W       | het toernooi gewonnen            |
| w-v     | winst/verlies-balans             |

### Prestatietabel grand slam, enkelspel
| Toernooi        | 2006 | 2007 | 2008 | 2009 | 2010 | 2011 |
| --------------- | ---- | ---- | ---- | ---- | ---- | ---- |
| Australian Open | –    | 1R   | 2R   | 2R   | 3R   | –    |
| Roland Garros   | 2R   | –    | 1R   | 1R   | 1R   | –    |
| Wimbledon       | –    | 1R   | 1R   | 1R   | 2R   | –    |
| US Open         | –    | 1R   | 2R   | 1R   | 1R   | –    |

### Prestatietabel grand slam, dubbelspel
| Toernooi        | 2007 | 2008 | 2009 | 2010 | 2011 |
| --------------- | ---- | ---- | ---- | ---- | ---- |
| Australian Open | 1R   | –    | –    | 2R   | –    |
| Roland Garros   | –    | –    | 1R   | 1R   | –    |
| Wimbledon       | –    | –    | 2R   | –    | –    |
| US Open         | –    | –    | –    | –    | –    |